# Leptoypha
Leptoypha is een geslacht van wantsen uit de familie van de Tingidae (Netwantsen). Het geslacht werd voor het eerst wetenschappelijk beschreven door Carl Stål in 1873.

## Soorten
Het genus bevat de volgende soorten:

- Leptoypha anceps (Horváth, 1925)
- Leptoypha barberi Drake & Ruhoff, 1960
- Leptoypha binotata Champion, 1897
- Leptoypha braziliensis Drake & Hambleton, 1939
- Leptoypha brevicornis Champion, 1897
- Leptoypha capitata (Jakovlev, 1876)
- Leptoypha costata Parshley, 1917
- Leptoypha drakei McAtee, 1919
- Leptoypha elliptica McAtee, 1917
- Leptoypha hospita Drake & Poor, 1937
- Leptoypha ilicis Drake, 1919
- Leptoypha luzona Drake & Ruhoff, 1916
- Leptoypha mcateei Drake, 1921
- Leptoypha minor McAtee, 1917
- Leptoypha morrisoni Drake, 1922
- Leptoypha mutica (Say, 1832)
- Leptoypha wuorentausi (Lindberg, 1927)